# Fiorella
Fiorella (Pobre Diabla) – peruwiańska telenowela składająca się ze 180 odcinków. W rolach głównych Angie Cepeda i Salvador del Solar.

## Wersja polska
W Polsce serial był emitowany na antenie Polsatu. Opracowaniem wersji polskiej zajęło się Studio Publishing. Autorką tekstu była Izabela Rosińska. Lektorem serialu był Janusz Kozioł. Telenowela została pokazana po słynnej już  Luz Marii   w dni robocze o godz. 17.45 z tą samą aktorką Angie Cepeda.
Po małej przerwie po zakończeniu emisji w Polsacie, ponownie można było śledzić telenowelę na siostrzanym kanale TV 4.

## Fabuła
Akcja serialu rozgrywa się w Limie. Bohaterami są: potężna, bogata rodzina Meija Guzman, właściciele wydawnictwa America, jednego z dwóch największych w Limie, i ludzie pracujący: służba Guzmanów, mieszkańcy biednej dzielnicy skąd pochodzi główna bohaterka oraz jej przyjaciele.
Andrés Mejía Guzmán Senior dowiaduje się, że jest śmiertelnie chory i zostały mu trzy miesiące życia. W ostatnich chwilach życia postanowił rozkochać w sobie młodą kobietę z biednej rodziny z przedmieść Limy, tytułową Fiorellę. Bierze z nią ślub i wyrusza w trzymiesięczną podróż poślubną. W dniu powrotu umiera na schodach własnego domu, gdzie zebrała się rodzina, by powitać jego żonę. Fiorella, dotąd nieświadoma choroby męża i której w jednej chwili zawalił się cały świat, ma nadzieję na otrzymanie spadku po zmarłym mężu. Sprawę komplikuje jednak testament Andresa, który stwierdza, że Fiorella musi najpierw przez rok mieszkać na terenie posiadłości wraz z jego nieślubnym synem Andresem Mejia Guzmanem Juniorem. Rodzina rozpoczyna walkę ze spadkobiercami, a młodzi zakochują się w sobie.

## Obsada
- Angie Cepeda jako Fiorella Morelli de Mejía Guzmán
- Salvador del Solar jako Andres Mejía Guzmán Jr.
- Arnaldo André jako Andres Mejía Guzmán
- María Cristina Lozada jako Roberta viuda de Mejía Guzmán
- Teddy Guzmán jako Caridad López
- Camucha Negrete jako Chabuca Flores de Morelli
- Ricardo Fernández jako Luciano Morelli
- Katia Condos jako Paula Mejía Guzmán
- Martha Figueroa jako Patricia Mejía Guzmán
- Hernan Romero jako Diego Hernandez Marín
- Santiago Magill jako Christian Mejía Guzmán
- Vanessa Saba jako Rebeca Montenegro
- Julián Legaspi jako Luis Alberto Miller
- Javier Valdés jako Cesar Barrios
- Carlos Victoria jako Oscar Sandoval
- Rossana Fernández Maldonado jako Sandra Palacios
- Gabriel Anselmi jako José Guillen "Pichón"
- Erika Villalobos jako Karina Linares
- Jesús Delaveaux jako Orzabal
- Silvana Arias jako Carmen
- Bruno Odar jako Mario Paredes
- Ernesto Cabrejos jako Antonio Jiménez
- Sergio Galliani jako Garaban
- Ebelin Ortiz jako Norma
- José Luis Ruiz jako Joaquín Vallejo
- Elvira de la Puente jako Elvira Moncayo
- Angelita Velasquez jako Mercedes Farfan
- María Angélica Vega jako Barbara Matos
- Maricielo Effio jako Ofelia Caceres
- Haydee Caceres jako Rufina Pérez
- Gilberto Torres jako Chaveta
- Cecilia Rechkemmer jako Silvana